# Волковский, Александр
Алекса́ндр Волко́вский (род. 1962) — советский гребец-байдарочник, выступал за сборную СССР в конце 1970-х — начале 1980-х годов. Серебряный призёр чемпионата мира, двукратный чемпион Советского Союза, победитель регат республиканского и всесоюзного значения. На соревнованиях представлял спортивное общество «Трудовые резервы», мастер спорта международного класса.

## Биография
Александр Волковский родился в 1962 году. Активно заниматься греблей начал в раннем детстве, проходил подготовку в гребной секции Харькова, состоял в харьковском спортивном обществе «Трудовые резервы».
Впервые заявил о себе в 1979 году, когда одержал победу на первенстве Советского Союза в программе эстафеты 4 × 500 метров. В 1981 стал чемпионом СССР в зачёте четырёхместных байдарок на дистанции 1000 метров и удостоился права защищать честь страны на чемпионате мира в английском Ноттингеме. В составе четырёхместного экипажа, куда также вошли гребцы Сергей Колоколов, Александр Ермилов и Николай Баранов, завоевал в километровой гонке серебряную медаль, уступив в решающем заезде только экипажу из ГДР.
За выдающиеся спортивные достижения удостоен почётного звания «Мастер спорта СССР международного класса».